# Osmoderma brevipenne
Osmoderma brevipenne är en skalbaggsart som beskrevs av Maurice Pic 1904. Osmoderma brevipenne ingår i släktet Osmoderma och familjen Cetoniidae. Inga underarter finns listade i Catalogue of Life.